# انتخابات المجالس البلدية الأردنية 2007
في 31 يوليو 2007، جرت انتخابات المجالس البلدية الأردنية في 94 بلدية. بلغ عدد الأشخاص الذين سجلوا للانتخابات البلدية مليون و905 آلاف و13 ناخباً وناخبة في مختلف محافظات المملكة، منهم 978594/ من الذكور و 926419/ من الإناث، وخصص لهذا العدد من الناخبين 1980 مركز اقتراع منتشرة في كافة مناطق المملكة، كما تم تعيين رؤساء للانتخاب في كل منطقة بلدية والبالغ عددها 93 منطقة بلدية وتقسيم المناطق البلدية إلى دوائر انتخابية بلغ عددها لجميع البلديات 349 منطقة انتخابية.
وتم تعيين رؤساء متابعة انتخاب بالمركز لاثنتي عشرة محافظة، بالإضافة إلى تعيين 20 ضابطاً بالميدان مرتبطين مع رئيس متابعة الانتخاب من كبار موظفي الوزارة لتزويد غرفة العمليات المركزية عن سير عملية الإجراءات الانتخابية من بداية تسجيل الناخبين إلى مرحلة إعلان النتائج.
بلغ عدد الذين تقدموا بطلبات ترشيح للانتخابات البلدية لرئيس وعضوية المجالس البلدية 2706 مرشحين منهم 361 من النساء، فيما بلغ عدد الذين تقدموا بطلبات ترشيح لمنصب رئيس بلدية (745) مرشحاً ومرشحة منهم (6) مرشحات.
بلغ عدد المقترعين في امانة عمان الكبري 254694 ذكورا وإناثا، أي ما نسبته 50%، في حين بلغ عدد المسجلين في العاصمة عمان 505341 ذكورا واناثا.

## النتائج
كانت النتائج على النحو التالي:
بلدية الزرقاء الكبرى
| عضو               | المنطقة              | عضو                    | المنطقة |
| ----------------- | -------------------- | ---------------------- | ------- |
| محمد موسى الغويري | رئيسا لبلدية الزرقاء | محمد المعايطة          |         |
| خليل القاضي       |                      | خالد البلوي            |         |
| سرحان أبو سرحان   |                      | عادل طلال              |         |
| راضي الخلايلة     |                      | كوثر عبد الله الخوالدة |         |
| محمد المشاقبة     |                      | صالح عليان             |         |
| محمد ذيب هلال     |                      | حياة مبارك             |         |
| دعاء نعيم حداد    |                      | سعاد الحباشنة          |         |
| فاطمة أحمد حسين   |                      |                        |         |

بلدية اربد الكبرى
| المنطقة           | عضو               |
| ----------------- | ----------------- |
| رئيسا لبلدية اربد | عبد الرؤوف التل   |
| منطقة البارحة     | نصري بني هاني     |
| كفر جايز          | أحمد عناقرة       |
| بيت رأس           | أحمد الطعاني      |
| حكما              | غازي البطاينة     |
| مرو               | جازي بواعنة       |
| علعال             | عدنان الرفاعي     |
| المغير            | علي العودات       |
| بشرى              | عمر عبابنة        |
| سال               | عبد الكريم عبابنة |
| حواره             | تركي شطناوي       |
| الصريح            | موسى السعدي       |
| الحصن             | فتحي الربيع       |
| كتم               | محمد الدويري      |
| النعيمة           | غالب الصمادي      |
| النصر             | محمد حمايده       |
| الروضة            | تيسير النصيرات    |
| الهاشمية          | خلدون حتاملة      |
| المنارة           | نصري عوادين       |
| النزهة            | حاتم بني هاني     |
| ايدون             | محمد طلافحة       |
| حور               | جميل الحوري       |
| الرابية           | ياسر الشرايرة     |
| فوعره             | عبد الكريم بدارنه |

بلدية الكرك الكبرى
| عضو                 | المنطقة       | عضو                | المنطقة |
| ------------------- | ------------- | ------------------ | ------- |
| أحمد الضمور         | رئيسا للبلدية | عودة المحادين      |         |
| عبد الرحيم البشابشة |               | محسن المدادحة      |         |
| عوض المحادين        |               | عبد الله العساسفة  |         |
| محمد الذنيبات       |               | عبد الفتاح اللغوات |         |
| امين المعايطة       |               | نايف السحيمات      |         |
| عبد العزيز الضمور   |               | كمال عطالله        |         |
| صلاح الجعافرة       |               | علي مجلي           |         |
| يوسف البستنجي       |               | عامر الشمايلة      |         |
| محمد الملاحة        |               | عاهد العضايلة      |         |
| خلود المراحلة       |               | سهام المعايطة      |         |
| سوسن مدانات         |               | امامه الشمايلة     |         |
| منورة الجعافرة      |               |                    |         |